# Миргородщина (Козельщинский район)

Миргородщина (укр. Миргородщина) — село,
Рыбалковский сельский совет,
Козельщинский район,
Полтавская область,
Украина.
Код КОАТУУ — 5322084803. Население по переписи 2001 года составляло 120 человек.

## Географическое положение
Село Миргородщина находится на расстоянии в 1 км от сёл Майорщина и Рыбалки.
Рядом проходит автомобильная дорога М-22 (E 577).